# 玉仁洞
玉仁洞（オギンどう、オギンドン）は、ソウル特別市鐘路区にある法定洞である。行政洞の清雲孝子洞の管轄。北には付岩洞・清雲洞、東には新橋洞・孝子洞、南には通仁洞・楼上洞・楼下洞、西には弘済洞と接している。

## 洞名の由来
玉仁という地名は玉洞と仁王洞の名前から由来する。

## 歴史
朝鮮初期まで漢城府北部俊秀坊に属し、1867年（高宗7）に漢城府北部俊秀坊旧司圃署契管轄になった。1894年（高宗31）、甲午改革当時漢城府北署俊秀坊旧司圃契が仁王洞と玉洞に該当する地域だった。
1914年、行政区域統廃合により北部に俊秀坊仁王洞と玉洞が統合されて玉仁洞になり、同年9月、出張所制度新設で京城府北部出張所玉仁洞になった。1936年4月、洞名が日本式地名に変更されて玉仁町になり、1943年4月、区制実施で鐘路区玉仁町になった。1946年、大日本帝国の残滓清算の一環として町が洞に変わるとき、玉仁洞になった。

## 名所
仁王山の中腹に小盤バウィ、芝草バウィなどの岩、慈寿宮橋、弼雲洞・楼下洞・楼上洞一帯を含む地域に仁慶宮、松石園などがあった。仁慶宮は1676年～1682年に建てていたが、仁祖反正により中断した。以降1692年(仁祖11)に一部を撤去して昌慶宮の建設に使用し、他の殿閣は、孝宗までいて粛宗と英祖の際に無くなり、民家が立て込んだ。小盤バウィはお膳のようにできているということから名称が由来し、小盤バウィと芝草バウィは、仁王山の中腹まで住宅が入り込んで多く毀損された。慈寿宮橋と松石園はそれぞれ21番地と47-133番地付近にあり、慈寿宮橋は慈寿宮があるということから、松石園は松の木と岩が調和していることから名称が付けられた。
文化財は、朴魯寿家屋(ソウル文化財資料1)がある。休息空間は1979年に開園した面積472㎡の玉仁公園、社会福祉施設は1998年に設立されたラファエルの家がある。